# Wojownik leśny
Wojownik leśny (Nisaetus pinskeri) – gatunek dużego ptaka drapieżnego z rodziny jastrzębiowatych (Accipitridae). Jest endemiczny dla filipińskich wysp Basilan, Biliran, Bohol, Mindanao, Negros, Samar oraz Siquijor. Zagrożony wyginięciem.
SystematykaTakson ten został po raz pierwszy opisany naukowo w 1998 roku przez Monikę Preleuthner i Anitę Gamauf, które nadały mu nazwę Spizaëtus philippensis pinskeri, uznając go za podgatunek wojownika filipińskiego. Za holotyp uznano dorosłą samicę odłowioną w 1963 roku w prowincji Surigao del Sur na Mindanao. Później ze względu na różnice w morfologii i upierzeniu wojownik leśny został podniesiony do rangi gatunku. Gatunki wojowników z Azji były tradycyjnie umieszczane w rodzaju Spizaetus, ale w 2005 roku na podstawie badań molekularnych uznano, że reprezentują one inną linię rozwojową niż wojowniki z Nowego Świata i powinny zostać przeniesione do osobnego rodzaju. Dla nazwania tego rodzaju użyto dostępnej nazwy Nisaetus. Nie wyróżnia się podgatunków.
MorfologiaDługość ciała zbadanych osobników: samce 50,2–58,5 cm, samice 60,8–61,0 cm. Samica, którą wybrano na holotyp, ważyła 1281,2 g.
Głowa jest biała, klatka piersiowa płowo-biała z czarnymi elementami, brzuch biało-rdzawy, skrzydła czarno-brązowe.
Ekologia i zachowanieŻyją w lasach (również wtórnych) na wysokościach od 0 do 1900 m n.p.m. Prawdopodobnie nie migrują. Ich dieta nie została zbadana, ale prawdopodobnie żywią się ptakami. Brak informacji o rozrodzie.
StatusMiędzynarodowa Unia Ochrony Przyrody (IUCN) uznaje wojownika leśnego za gatunek zagrożony (EN – endangered) od 2014 roku, kiedy to po raz pierwszy sklasyfikowała go jako odrębny gatunek. Liczebność populacji wstępnie szacuje się na 600–800 dorosłych osobników. Trend liczebności populacji uznaje się za spadkowy. Do głównych zagrożeń dla gatunku należy utrata siedlisk wskutek wylesiania oraz polowania i chwytanie w pułapki.